# Vallio Terme
Vallio Terme é uma comuna italiana da região da Lombardia, província de Bréscia, com cerca de 1.146 habitantes. Estende-se por uma área de 15 km², tendo uma densidade populacional de 76 hab/km². Faz fronteira com Agnosine, Caino, Gavardo, Odolo, Paitone, Sabbio Chiese, Serle.

## Demografia
| Variação demográfica do município entre 1861 e 2011                               |
|                                                                                   |
| Fonte: Istituto Nazionale di Statistica (ISTAT) - Elaboração gráfica da Wikipedia |